# Walther von Brauchitsch

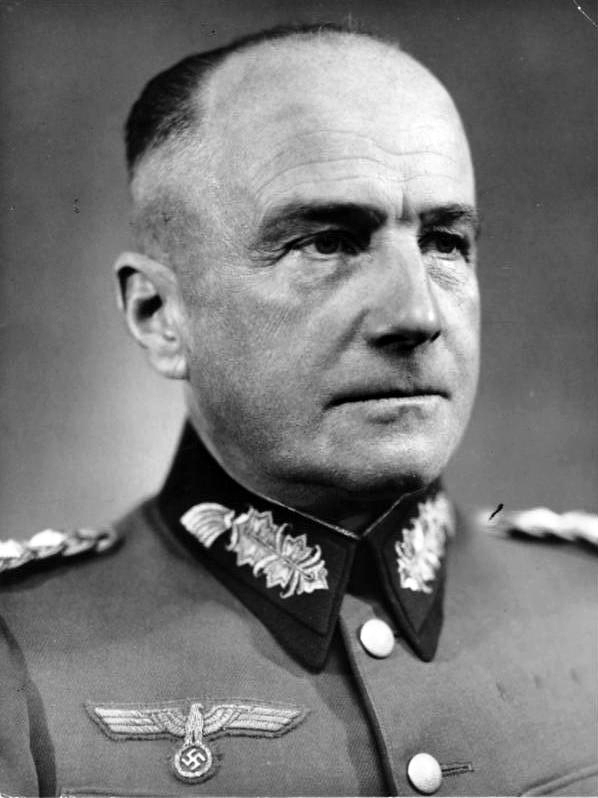
Walther von Brauchitsch (1939)

Walther Heinrich Alfred Hermann von Brauchitsch (* 4. Oktober 1881 in Berlin; † 18. Oktober 1948 in Hamburg) war ein deutscher Generalfeldmarschall und in der Zeit des Nationalsozialismus von 1938 bis 1941 Oberbefehlshaber des Heeres.

## Leben

### Familie und Herkunft
Walther von Brauchitsch entstammte dem alten schlesischen Adelsgeschlecht von Brauchitsch. Er war das sechste von sieben Kindern des späteren preußischen Generals der Kavallerie und Direktors der Preußischen Kriegsakademie Bernhard von Brauchitsch (1833–1910) und dessen Ehefrau Charlotte Sophie Auguste Bertha, geborene von Gordon (1844–1906). Er war ein Onkel 3. Grades des Rennfahrers Manfred von Brauchitsch und als Schwager von Hans von Haeften auch ein Onkel der Widerstandskämpfer Hans Bernd von Haeften und Werner von Haeften. Seine Schwester Hedwig war eine Oberin des evangelischen Diakonissenmutterhauses in Frankenstein. Sein 1935 verstorbener älterer Bruder war Generalmajor Adolf von Brauchitsch.
Am 29. Dezember 1910 heiratete er in erster Ehe auf Gut Fretzdorf Elisabeth von Karstedt (* 1. März 1881 in Rossow; † 15. Juni 1952 in Braunschweig), die Tochter des Achim von Karstedt, Fideikommissherr auf Gut Fretzdorf und anderen, und der Elisabeth von Rohr genannt von Wahlen-Jürgaß. Diese Ehe, der drei Kinder entstammen, wurde am 8. April 1938 in Berlin geschieden. Der ältere Sohn Bernd (1911–1974) wurde später Chefadjutant des Oberbefehlshabers der Luftwaffe Hermann Göring.
In zweiter Ehe heiratete er am 23. September 1938 in Bad Salzbrunn Charlotte Rüffer (* 8. Juli 1903 in Bolkenhain, Niederschlesien; † 14. Juni 1992 in Braunschweig), die Tochter des Amtsgerichtsdirektors Georg Rüffer und der Else Wendorf. Diese Ehe blieb kinderlos.

### Kaiserreich und Erster Weltkrieg
Nach seiner Schulausbildung trat Brauchitsch 1895 dem Kadettenkorps in Berlin bei und diente als Leibpage der Kaiserin Auguste Viktoria. Im März 1900 wurde er als Leutnant in das Charlottenburger Königin Elisabeth Garde-Grenadier-Regiment Nr. 3 aufgenommen und wechselte im Jahr darauf zum 3. Garde-Feldartillerie-Regiment. Vom 10. Februar 1903 bis 31. Mai 1903 besuchte er den 2. Kurs der Feldartillerie-Schule. Vom 1. bis zum 13. Mai 1905 war er in die Gewehrfabrik Spandau abkommandiert. Vom 5. Februar 1906 bis zum 28. Februar 1909 war er Adjutant des II. Bataillons seines Regiments. Im Jahr 1909 wurde er – inzwischen Oberleutnant – vorläufig zum Großen Generalstab versetzt, ohne zuvor die Kriegsakademie besucht zu haben, und diente vom 13. April 1909 bis zum 31. März 1912 in seinem Stammregiment als Regimentsadjutant. Anschließend wurde er zum Großen Generalstab kommandiert und nach seiner Beförderung zum Hauptmann Anfang 1914 endgültig in diesen versetzt.
Im Ersten Weltkrieg war Brauchitsch in verschiedenen Verbänden als Stabsoffizier tätig. Am 2. August 1914 kam er zum Stab des XVI. Armee-Korps, am 17. Oktober 1915 zum Stab der 34. Division. Am 19. März 1917 wurde er dem Generalstab der Heeresgruppe Deutscher Kronprinz zur besonderen Verwendung zugeteilt und wenig später in den Oberbaustab 7 versetzt. Am 23. August 1917 wurde er zum Ersten Generalstabsoffizier der 11. Division ernannt. Ab dem 19. Februar 1918 bekleidete er die gleiche Funktion bei der 1. Garde-Reserve-Division und nach seiner Beförderung zum Major im Juli ab dem 6. August 1918 schließlich beim Garde-Reserve-Korps.

### Weimarer Republik
Brauchitsch wurde in die Reichswehr übernommen und zunächst als Generalstabsoffizier im Wehrkreis II (Stettin) eingesetzt, anschließend in der Heeresausbildungsabteilung. Später wurde er Kommandeur einer Abteilung des 6. (Preußisches) Artillerie-Regiments. Am 1. April 1925 wurde Brauchitsch zum Oberstleutnant befördert.
Mit dem 1. November 1927 erhielt er seine Ernennung zum Chef des Stabes im Wehrkreis VI (Münster), verbunden mit der Stellung als Chef des Stabes der 6. Division. Am 1. April 1928 wurde Brauchitsch zum Oberst befördert. Im Dezember 1929 wurde er stellvertretender Leiter der Heeresausbildungsabteilung im Truppenamt des Reichswehrministeriums, deren Leitung er Anfang 1930 übernahm. Am 1. Oktober 1931 erfolgte die Beförderung zum Generalmajor. Ein halbes Jahr darauf, am 1. März 1932, wurde Brauchitsch zum Inspekteur der Artillerie ernannt.

### Zeit des Nationalsozialismus

#### Vorkriegszeit

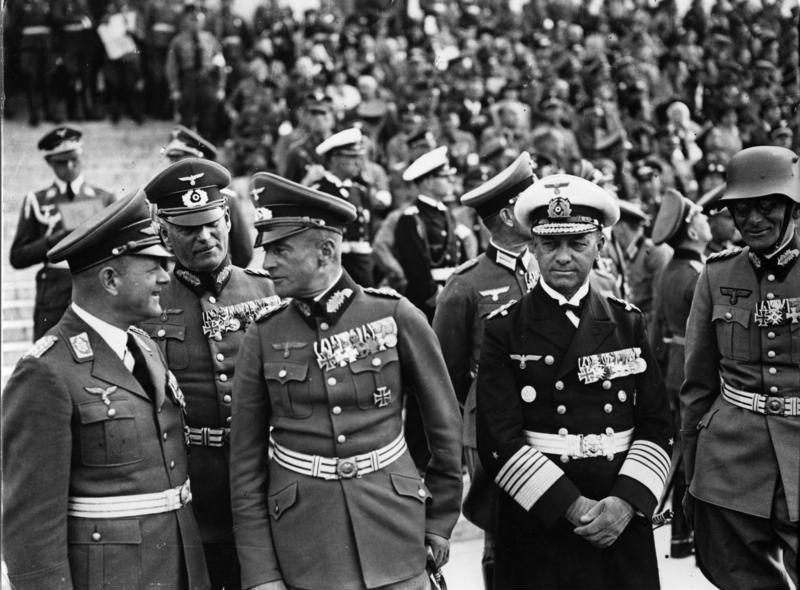
v. l. n. r. General der Flieger Milch, (hinten) General der Artillerie Keitel, Generaloberst von Brauchitsch, Generaladmiral Raeder und (mit Stahlhelm) Kommandierender General des XIII. Armeekorps Freiherr von Weichs während des „Tags der Wehrmacht“ auf dem Reichsparteitag, September 1938

Wenige Tage nach der Machtergreifung Hitlers wurde Brauchitsch im Februar 1933 als Nachfolger des neuernannten Reichswehrministers Werner von Blomberg Befehlshaber im Wehrkreis I (Königsberg) und Kommandeur der 1. Division. Im Oktober dieses Jahres erging die Ernennung zum Generalleutnant. Mit der Enttarnung der Verbände wurde Brauchitsch im Juni 1935 Kommandierender General des I. Armeekorps und am 20. April 1936 zum General der Artillerie befördert. Am 1. April 1937 wurde Brauchitsch zum Oberbefehlshaber des neu gebildeten Gruppenkommandos 4 in Leipzig ernannt.
Im Zuge der Blomberg-Fritsch-Krise wurde von Brauchitsch als Kompromisskandidat der verschiedenen Interessengruppen am 4. Februar 1938 zum Nachfolger des Generalobersten Werner von Fritsch als Oberbefehlshaber des Heeres und gleichzeitig selbst zum Generaloberst ernannt.
Brauchitsch sagte 1938:

„In der Reinheit und Echtheit nationalsozialistischer Weltanschauung darf sich das Offizierskorps von niemandem übertreffen lassen … Es ist selbstverständlich, daß der Offizier in jeder Lage den Anschauungen des Dritten Reiches gemäß handelt.“

Dennoch war von Brauchitsch aus Kriegssorgen schon 1938 an Planungen zur sogenannten Septemberverschwörung auf dem Höhepunkt der Sudetenkrise beteiligt.
Noch vor Beginn der Invasion von Polen übertrug Hitler von Brauchitsch am 25. August 1939 den Oberbefehl über alle besetzten polnische Gebiete. Von Brauchitsch trat seine Befugnisse im Verlauf des Feldzugs wiederum an die einzelnen Armee-Oberbefehlshaber ab.

#### Zweiter Weltkrieg

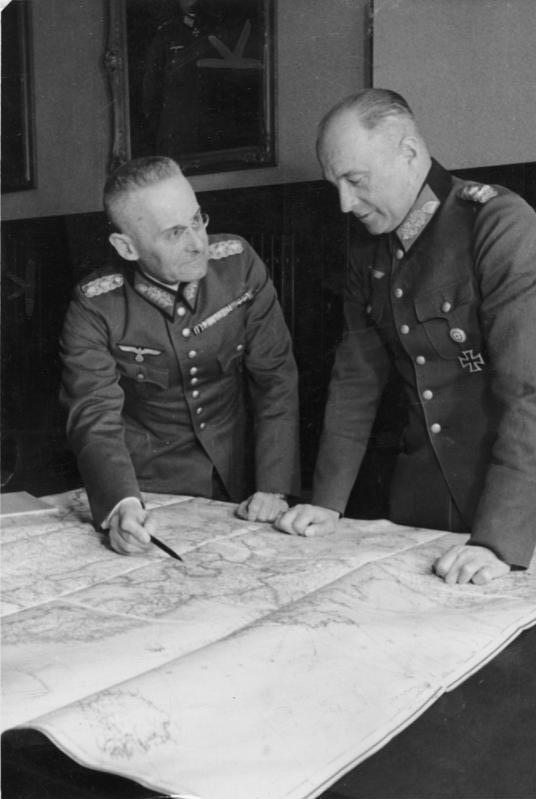
Oberbefehlshaber des Heeres, Generaloberst Walther von Brauchitsch (r.), mit dem Chef des Generalstabes des Heeres, General der Artillerie Franz Halder, während des Überfalls auf Polen, 1939

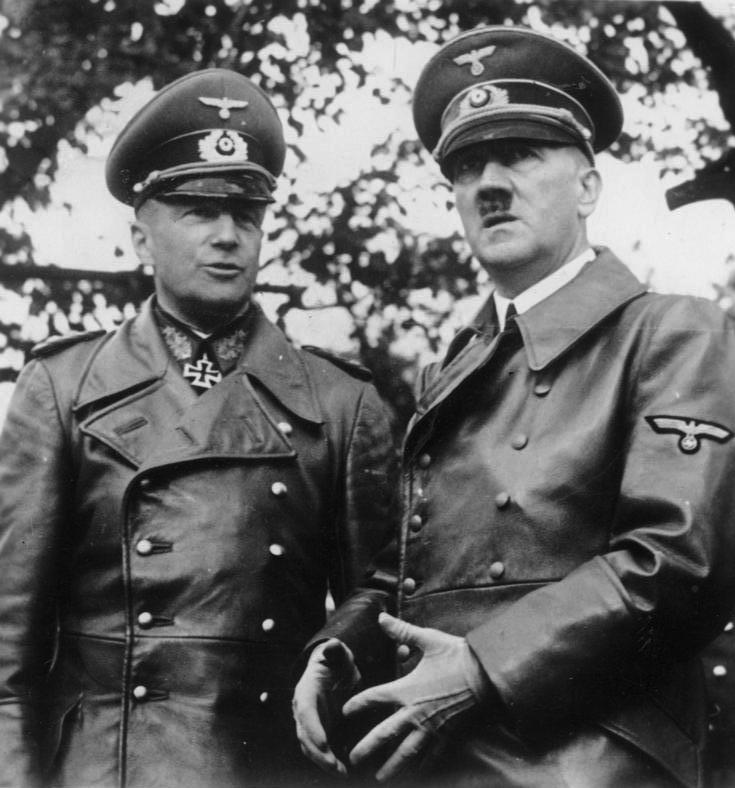
Von Brauchitsch und Adolf Hitler bei einer Führerparade der Wehrmacht in Warschau, 1939

##### Überfall auf Polen und Westfeldzug
Zu Beginn des Zweiten Weltkrieges leitete er gemeinsam mit seinem Chef des Stabes Franz Halder das Heer beim Überfall auf Polen (1. September bis 6. Oktober 1939) und im Westfeldzug (10. Mai bis 25. Juni 1940).
Im Vorfeld des Westfeldzuges kam es im Winter 1939/40 zu einer Verschwörung gegen Hitler. Auslöser war dessen Absicht, Frankreich bereits im November 1939 angreifen zu lassen. Die Spitze der Wehrmacht hielt dieses Vorhaben für absolut undurchführbar. Brauchitsch und Halder erklärten sich bereit, Hitler zu verhaften, sobald er den Angriffsbefehl geben werde. Als Hitler Brauchitsch abkanzelte und drohte, den „Geist von Zossen“ – dort befand sich das OKH – auszurotten, brach Brauchitsch die Verbindung zum Widerstand ab. Unter anderem wegen des besonders harten und sehr langen Winters 1939/40 wurde der Angriff 29-mal verschoben und erst am 10. Mai 1940 begonnen.
Nach dem Sieg über Frankreich wurde er am 19. Juli 1940 zusammen mit elf weiteren Generälen in der Berliner Krolloper zum Generalfeldmarschall ernannt.
Von Brauchitsch wies den Militärbefehlshaber in Frankreich Otto von Stülpnagel und die nachgeordneten Militärbezirkschefs im November 1940 an, die günstige Gelegenheit zu nutzen und die Arisierung jüdischer Unternehmen im besetzten Frankreich voranzutreiben.

##### Krieg gegen die Sowjetunion
Am 22. Juni begann die Wehrmacht ihre Invasion der Sowjetunion.
Für die Rückschläge der Wehrmacht in der Schlacht um Moskau im Winter 1941/42 machte Hitler die Generäle und das OKH verantwortlich und entschloss sich, zusätzlich zu seiner Eigenschaft als Oberster Befehlshaber der Wehrmacht auch den Oberbefehl des Heeres persönlich zu übernehmen. Von Brauchitsch, der nach Hitlers eigenmächtigen Eingriffen bereits mehrfach vergeblich um seinen Abschied ersucht gehabt haben soll und zudem gesundheitlich angeschlagen war, wurde schließlich am 19. Dezember 1941 offiziell entlassen. Gegenüber Generalstabschef Franz Halder äußerte Hitler im Anschluss: „Das bisschen Operationsführung kann jeder machen.“
Von Brauchitsch wurde in die „Führerreserve“ versetzt und hatte bis Kriegsende keine weitere Verwendung. Von 1942 bis 1945 lebte er auf dem Jagdschlösschen Tři trubky (Dreiröhren) auf dem Truppenübungsplatz Kammwald im mittelböhmischen Waldgebirge, er hatte dieses als Reichsdotation erhalten.

### Nachkriegszeit
Brauchitsch verfasste mit vier weiteren hochrangigen Generälen die Denkschrift der Generäle mit dem offiziellen Titel Das Deutsche Heer von 1920–1945 für den Nürnberger Prozess gegen die Hauptkriegsverbrecher. Darin wurde die Rolle von Oberkommando der Wehrmacht und Oberkommando des Heeres im Zweiten Weltkrieg verharmlost und beschönigt. Die Schutzbehauptungen der Denkschrift bildeten den Grundgedanken für die spätere Verteidigung führender Wehrmachtsoffiziere in Kriegsverbrecherprozessen und bestimmten trotz stichhaltiger und umfangreicher Gegenbeweise das Bild der sauberen Wehrmacht in der Öffentlichkeit.
Brauchitsch wurde bei den Kriegsverbrecherprozessen in Nürnberg am 8. August 1946 als Zeuge vernommen und starb, inzwischen fast erblindet, am 18. Oktober 1948 vor der Eröffnung eines Prozesses gegen ihn in Hamburg in britischer Militärhaft an Herzversagen.

### Beurteilung
Brauchitschs Verhalten wurde schon zu Lebzeiten durch kritische Offiziere und später durch Militärhistoriker und Publizisten ganz überwiegend negativ bewertet. Die nationalkonservative Opposition gegen Hitler verachtete ihn als offenbar charakter- und willenlosen Menschen, der das Heer ganz dem Willen Hitlers ausgeliefert hätte. Brauchitsch habe die verbrecherischen Befehle (Kommissarsbefehl etc.) widerspruchslos unterzeichnet. Nach dem Scheitern des Attentats vom 20. Juli 1944 gegen Hitler war er einer der ersten, die Hitler gratulierten. Einen Monat danach erschien im Völkischen Beobachter ein groß aufgemachter Artikel, in dem sich Brauchitsch von den Verschwörern und seinen ehemaligen Kameraden distanzierte und in dem er „als Nationalsozialist und als ehemaliger Oberbefehlshaber des Heeres“ die Ernennung des Reichsführers SS Himmler zum Befehlshaber des Ersatzheeres begrüßte.

## Auszeichnungen
- Ritterkreuz des Königlichen Hausordens von Hohenzollern mit Schwertern
- Eisernes Kreuz (1914) II. und I. Klasse
- Österreichisches Militärverdienstkreuz mit der Kriegsdekoration 1915
- Friedrichs-Orden Ritterkreuz I. Klasse mit Schwertern
- Ehrenritter des Johanniterordens
- Wehrmacht-Dienstauszeichnung IV. bis I. Klasse
- Eichenlaub zur Wehrmacht-Dienstauszeichnung I. Klasse
- Medaille zur Erinnerung an den 13. März 1938
- Goldenes Parteiabzeichen der NSDAP
- Medaille zur Erinnerung an den 1. Oktober 1938 mit Spange Prager Burg
- Medaille zur Erinnerung an die Heimkehr des Memellandes
- Finnischer Orden der Weißen Rose, Großkreuz am 10. März 1939
- Spanischer Militär-Verdienstorden IV. Klasse
- Ritterkreuz des Eisernen Kreuzes am 30. September 1939[13]
- St. Alexander-Orden, Großkreuz mit Schwertern
- Militärorden Michael der Tapfere III. bis I. Klasse
- Großkreuz des Ungarischen Verdienstordens mit Schwertern
- Großkreuz des Freiheitskreuzes am 25. Juni 1942
- Orden der aufgehenden Sonne I. Klasse am 26. September 1942